# اندیس کوه با هره
کوه با هره یک اندیس غیرفلزی است که در حوالی شهر سنگان استان خراسان قرار دارد و مادهٔ معدنی موجود در آن، باریت است.  